# غادة إبراهيم
غادة إبراهيم (1 نوفمبر 1972 -)، ممثلة مصرية.

## حياتها
هي مصرية الأصل والدها مصري وجدة مغربية لوالدها، وأم مصرية وجدة تركية لوالدتها. درست الباليه في المدرسة الإيطالية بالإسكندرية، ودرست العزف على البيانو بالإسكندرية، ودرست العزف على العود في بيت العود مع عازف العود العراقي نصير شمة. عملت بالإعلانات في بدايتها، إلى أن شاركت في عدد من المسلسلات والأفلام في فترة التسعينيات منها (طأطأ وريكا وكاظم بيه، قشر البندق)، لتتوالى أعمالها بعد ذلك ما بين السينما والمسرح والتلفزيون، والتي من أبرزها (السندريلا، أسمهان، يوم ما اتقابلنا).

## الجدل
نشرت بعض الصحف المصرية المحلية خبرا عن خروجها من السجن بعد أن قضت شهرين ونصف على ذمة قضية بتهمة تسهيل الدعارة فى شقة بمنطقة المعادي كانت مؤجرة لمستأجر لمدة خمس سنوات وكانت تحت إدارته وهي القضية التي سببت الصدمة في الوسط الفني. وبعد خروجها من السجن، طلبت من المحامي الخاص بها، رفع دعوى قضائية لإعادة إجراءات محاكمتها إصراراً منها للحصول على البراءة وإخلاء صحيفتها من أي تهمة مخلة بالشرف. وفي مارس عام 2016 قضت دائرة جنح دار السلام بمحكمة المعادي (جنوب القاهرة) ببراءتها من تهمة ممارسة الأعمال المنافية للآداب.

## أعمالها

### المسلسلات
- 1994 - سر الأرض
- 1995 - حكايات مجنونة
- 1995 - شقة الحرية
- 1997 - مرفوع مؤقتاً من الخدمة
- 1997 - الماضي يعود الآن
- 1997 - طريق السراب
- 1997 - القنفد
- 1997 - الأبطال، الجزء الثاني
- 1997 - عوضين وإمبراطورية عين
- 1998 - وهزمتني امرأة
- 1998 - المسداوية
- 1998-  أحلام وردية
- 1998 - القرموطي في مهمة سرية
- 1998 - الإمام الترمذي
- 2000 - نساء في الغربة
- 2000 - الحب له أوان
- 2000 - حبنا الكبير
- 2001 - حواري وقصور
- 2001 - الكومي
- 2001 - رحيق الفوارس
- 2002 - العطار والسبع بنات
- 2002 - إجري إجري إجري
- 2003 - العصيان الجزء الثاني
- 2003 - البنات (ضيفة الحلقات)
- 2006 - لا أحد ينام في الإسكندرية
- 2007 - الفريسة والصياد
- 2008 - أسمهان
- 2008 - عرب لندن
- 2008 - ناصر
- 2008 - طيارة ورق
- 2008 - الهارب

- 2009 - ابن الأرندلي
- 2009 - القضاء في الإسلام، (الجزء التاسع)
- 2009 - مخاوي الذيب (مسلسل أردني البدوي).
- 2009 - بيت العيلة (سات كوم)، (ضيفة شرف)
- 2010 - إغتيال شمس
- 2010 - منتهى العشق
- 2011 - الحب المستحيل (مسلسل خليجي)
- 2012 - الصفعة
- 2012 - ابن موت
- 2012 - النار والطين
- 2024 - نص الشعب اسمه محمد

### مسلسلات إذاعية
- 2010 _ أيام جميلة
- 2012 - الناي الحزين
- 2013 _ الهارب
- 2015 - غرام على الإنستجرام
- 2021 - عروس النيل

### الأفلام
- 1995 - طأطأ وريكا وكاظم بيه
- 1995 - قشر البندق
- 1996 - علاقات مشبوهة
- 1998 - حائط البطولات
- 1999 - الإمبراطورة
- 1999 - أسانسير خمس نجوم (فيلم تليفزيوني)
- 2000 - بونو بونو
- 2000 - يمين طلاق
- 2000 - حبيبتي من تكون
- 2009 - يوم ما إتقابلنا
- 2010 - المائدة (فيلم روائى قصير)
- 2017 - شارع محمد علي
- 2024 - فاصل من اللحظات اللذيذة

### المسرحيات
- لا بلاش كده.[4]
- كله تمام.[4]
- يا إحنا يا هما.[4]
- لسه في أمل[4]
- إحنا وظروفنا.[4]
- ليلة إسكندراني
- على فين يا بلد
- مسرحية الأطفال سفروت وطاطا توت.[5]
- مجلس العقلاء

## الجوائز
- حصلت على جائزة أحسن ممثلة دور ثاني من مهرجان إسكندرية السينمائي الدولى عن دورها «نوارة» في فيلم «حبيبتي من تكون» إخراج يوسف فرنسيس.[6]
- نالت جائزة التمثيل من مهرجان ART عن دورها «ماري منصور» في مسلسل «أسمهان».[6]
- نالت تكريم من مهرجان الخليج عن دورها في المسلسل الأردني «مخاوي الذيب».[5]
- حصلت على العديد من التكريمات وشهادات التقدير عن بطولتها للمسرحية السياسية الاستعراضية الغنائية «لسه في أمل».[5]
- تم تكريمها من الأميرة سناء عاصم ابنة عم الملك عبد الله عاهل الأردن عن الأعمال الخيرية التي شاركت فيها في العاصمة الأردنية عمان 2012.[7]

## روابط خارجية
- غادة إبراهيم على موقع الدهليز
- غادة إبراهيم على موقع قاعدة بيانات الأفلام العربية